# Tumor de Hürthle
El tumor de células de Hürthle es una enfermedad de la glándula tiroides. Puede tener un comportamiento benigno o maligno dependiendo si tiene o no tendencia a invadir los tejidos vecinos y diseminarse a otros órganos (metástasis). Las células que lo componen se llaman oncocitos, por lo que en ocasiones se designa como oncocitoma de tiroides. También se denominan células oncocítocas u oxífilas.
Su síntoma principal es el crecimiento de la tiroides, en la base del cuello. Es asintomático, pero se manifiesta con el tiempo por su acción compresiva. 
Constituye una variante citológica del Carcinoma Folicular del tiroides, más agresiva que las formas clásicas, microinvasivas o encapsuladas, esto debido a que se asocian a mayor índice de infiltración linfática y por tanto de diseminación o metástasis ganglionar, a su vez conservando la diseminación hemática, característica de los tumores foliculares. Además no responden a la terapia con yodo radioactivo. 
El tratamiento es quirúrgico. Se efectúa una tiroidectomía subtotal o total según sea su estado clínico. Su pronóstico varía según su grado de invasividad.
- Datos: Q4223446
- Multimedia: Hurthle cells / Q4223446